# سلاح اللاسلكي الملكي الأردني
سلاح اللاسلكي الملكي الأردني هو أحد تشكيلات الجيش العربي، تأسس في نيسان من عام 1921. وابتداءاً من عام 1976 أصبح سلاح اللاسلكي سلاحاً تحت اسم سلاح اللاسلكي الملكي الأردني. كما يُعدُّ السلاح الجهة المسؤولة عن كل الاتصالات العسكرية للجيش العربي، إضافةً إلى تأمين الاتصالات الحيوية الأردنية.

## التطور
بدءاً من عام 1921، أخذ سلاح اللاسلكي بالتطور شيئاً فشيئاً؛ إذ شُكلت جماعة لتأمين اتصالات الجيش بدءاً من عام 1925. وفي عام 1942 شُكِّل أول فصيلٍ مختص باللاسلكي إلى أن جاء عام 1949؛ حيث شُكلت أول سرية للسلاح والتي كانت نواة السلاح الرئيسة. وفي عام 1954 شُكلت كتيبة لاسلكي القيادة العامة. وفي عام عام 1974 شُكلت كتيبة الاستطلاع اللاسلكي، وبعد ذلك بسنتين، أصبح اللاسلكي سلاحاً تحت اسم سلاح اللاسلكي الملكي الأردني، كما حولت مدرسة اللاسلكي إلى كلية وسمّيت كلية الشريف ناصر بن جميل للاتصالات اللاسلكية عام 1987.

## أبرز الواجبات
تُعد كلٌّ من تأمين الاتصالات السلكية واللاسلكية للوحدات العسكرية كافة، إضافة إلى تأمين اتصالات قادة الجيش وأبرزهم الملك والذي يَشغل منصب القائد الأعلى. ويعمل السلاح كذلك على المحافظة على أمن الاتصالات من خلال أنظمة التشفير والاشراف على الترددات وتوزيعها على المعنيين، كما يعمل السلاح على تأمين الاتصالات مع الجيوش العربية الأخرى والصديقة للجيش الأردني، كما يعمل السلاح على الاشراف على المدارس والكليات التابعة له والمختصة في تخريج العناصر القادرة على العمل في السلاح.